# 麥迪遜 (密蘇里州)
麥迪遜（英語：Madison）是位於美國密蘇里州門羅縣的城市。

## 人口
根據2020年美國人口普查的數據，麥迪遜的面積為1.16平方千米，皆為陸地。當地共有人口515人，而人口密度為每平方千米444人。